# Feddea cubensis
 Feddea cubensis  Urb., 1925 è una specie di piante angiosperme dicotiledoni della famiglia delle Asteraceae, sottofamiglia Asteroideae, tribù Feddeeae.  Feddea cubensis è anche l'unica specie del genere  Feddea  Urb., 1925 e della della tribù Feddeeae  Pruski, P.Herrera, Anderb. & Franc.-Ort., 2008.

## Etimologia
Il nome scientifico della specie è stato definito dal botanico Ignatz Urban (1848-1931) nella pubblicazione " Repertorium Specierum Novarum Regni Vegetabilis. Centralblatt für Sammlung und Veroffentlichung von Einzeldiagnosen neuer Pflanzen. [Edited by Friedrich Fedde]. Berlin" ( Repert. Spec. Nov. Regni Veg. 21: 74, pl. 15 ) del 1925.  Il nome scientifico del genere è stato definito nella stessa pubblicazione. Il nome scientifico della tribù è stato definito dai botanici John F. Pruski, Pedro Pablo Herrera Oliver, Arne A. Anderberg & Javier Francisco-Ortega nella pubblicazione "Systematic Botany; Quarterly Journal of the American Society of Plant Taxonomists" (Syst. Bot. 33(1): 199) del 2008.

## Descrizione
Portamento. Le piante di questa specie sono degli arbusti rampicanti che possono arrivare fino a 4 metri di lunghezza.
Fusto. I fusti sono eretti e ascendenti, con una sezione sub-circolare (sono affusolati) e striati; spesso sono rossastri; sono inoltre moderatamente ramificati. Diametro medio del fusto: 5 mm.
Foglie. Le foglie lungo il caule sono picciolate e disposte in modo alternato. Le foglie sono semplici con lamina a contorno ellittico, con superficie glabra e consistenza coriacea. Lunghezza del picciolo: 0,4 – 1 cm. Dimensioni delle foglie: larghezza 1,3 – 4,2 cm; lunghezza 3,5 – 11 cm.
Infiorescenza. Le infiorescenze (sinflorescenze) sono composte da capolini (massimo una decina) pedicellati omogami a forma discoide in composizioni sciolte. Le infiorescenze vere e proprie sono formate da un capolino composto da un involucro, con forme cilindriche, formato da diverse brattee, al cui interno un ricettacolo fa da base ai fiori di due tipi: raggio (non sempre presenti) e disco. Le brattee dell'involucro (circa 19 – 24) sono disposte su più serie (5 – 7) in modo embricato; sono verdi ed hanno una consistenza cartilaginea e sono piuttosto ampie con un condotto secretorio mediano. Il ricettacolo è piatto ed è privo di pagliette a protezione della base dei fiori. Lunghezza del pedicello: 2 – 11 mm. Dimensioni dell'involucro: larghezza 5 – 7 mm; lunghezza 9 – 11,5 mm.
Fiori.  I fiori sono tetra-ciclici (formati cioè da 4 verticilli: calice – corolla – androceo – gineceo) e pentameri (calice e corolla formati da 5 elementi). Si distinguono in:
- fiori del raggio (esterni): in genere sono assenti;
- fiori del disco (centrali): sono attinomorfi, ermafroditi e tutti fertili.

,
- Formula fiorale:

*/x K {\displaystyle \infty }, [C (5), A (5)], G 2 (infero), achenio 
- Calice: i sepali del calice sono ridotti ad una coroncina di squame.

- Corolla: la corolla dei fiori è strettamente tubolare a forma d'imbuto con lobi profondamente incisi; la forma dei lobi è lineare- lanceolata con 5 nervi e superficie glabra. Il colore è bianco o color crema. Lunghezza del tubo: 4 – 5 mm. Lunghezza dei lobi 3,5 – 4 mm.

- Androceo: l'androceo è formato da 4 stami sorretti da filamenti generalmente liberi; gli stami sono connati e formano un manicotto circondante lo stilo. Le antere, color crema, a forma lineare sono provviste di coda (con zone sterili nella parte finale) ma non sono speronate. Il polline è sferoidale, echinato (ricoperto di punte) e tricolporato (con tre aperture). Lunghezza delle antere: 3,7 – 4 mm. Diametro del polline: 30 micron.

- Gineceo: l'ovario è infero uniloculare formato da 2 carpelli. Lo stilo è bifido con due stigmi ampiamente lineari e ottuso-arrotondati. Dorsalmente e apicalmente sugli stigmi sono presenti dei brevi peli. L'area stigmatica è divisa in due bande marginali che confluiscono all'apice. Lunghezza degli stigmi: 2,2, - 2,8 mm.

Frutti. I frutti sono degli acheni con pappo. Gli acheni hanno una forma oblunga con superficie glabra e striata (10 – 15 striature); a volte si presentano con 4 o 5 leggeri angoli. Il pappo è composto da diverse setole (circa 75) capillari e piumate disposte su una serie. Lunghezza dell'achenio: 3,5 mm. Altezza del carpoforo: 0,5 mm. Lunghezza delle setole: 9 mm.

## Biologia
Impollinazione: l'impollinazione avviene tramite insetti (impollinazione entomogama tramite farfalle diurne e notturne).

Riproduzione: la fecondazione avviene fondamentalmente tramite l'impollinazione dei fiori (vedi sopra).

Dispersione: i semi (gli acheni) cadendo a terra sono successivamente dispersi soprattutto da insetti tipo formiche (disseminazione mirmecoria). In questo tipo di piante avviene anche un altro tipo di dispersione: zoocoria. Infatti gli uncini delle brattee dell'involucro (se presenti) si agganciano ai peli degli animali di passaggio disperdendo così anche su lunghe distanze i semi della pianta. Inoltre per merito del pappo (se presente) il vento può trasportare i semi anche a distanza di alcuni chilometri (disseminazione anemocora).

## Distribuzione e habitat
Questa specie è endemica dell'isola di Cuba. Si trova quasi esclusivamente su terreni tipo serpentinite nella parte orientale dell'isola. L'habitat di questa pianta sono le aree bagnate, le foreste a galleria lungo i fumi e le foreste pluviali. Il ritrovamento di queste piante è molto difficoltoso, e probabilmente si tratta di una specie fortemente minacciata.

## Sistematica
La famiglia di appartenenza di questa voce (Asteraceae o Compositae, nomen conservandum) probabilmente originaria del Sud America, è la più numerosa del mondo vegetale, comprende oltre 23.000 specie distribuite su 1.535 generi, oppure 22.750 specie e 1.530 generi secondo altre fonti (una delle checklist più aggiornata elenca fino a 1.679 generi). La famiglia attualmente (2021) è divisa in 16 sottofamiglie; la sottofamiglia Asteroideae è una di queste e rappresenta l'evoluzione più recente di tutta la famiglia.

### Filogenesi
La tribù della specie di questa voce è una delle 21 tribù della sottofamiglia Asteroideae). Da un punto di vista filogenetico, la tribù Feddeeae fa parte del supergruppo "Asteroideae grade" (o supertribù "Asteroidae"); l'altro è il supergruppo "Non-Asteroideae" . All'interno del supergruppo fa parte del gruppo chiamato "Helianthodae" ed è vicina alle tribù Inuleae, Athroismeae e Helenieae.
Il gruppo "Helianthodae", chiamato anche “Heliantheae Alliance”, si distingue soprattutto per le brattee involucrali disposte su 1 – 3 serie, per le teche delle antere che sono spesso annerite e senza speroni e code, per la presenza di peli sotto la divisione dello stilo, per i rami dello stilo (gli stigmi) s'incurvano a maturità e per le appendici dello stilo che sono solitamente più corte della porzione stigmatica (tranne in Eupatoriaea).
La posizione tassonomica di questa specie è rimasta incerta fino a poco tempo fa. Le due bande stigmatiche laterali confluenti all'apice sono caratteri tipici delle specie della tribù delle Inuleae Cass. e i condotti mediani delle squame dell'involucro somigliano a quelle delle specie del genere Iphionopsis A. Andreb., ma potrebbe anche far parte del complesso Pluchea Cass.. In realtà recenti studi sia morfologici che di tipo cladistico/filogenetico sul DNA dei cloroplasti, dimostrano che  Feddea cubensis  è “gruppo fratello” delle Heliantheae s.l. senza però una chiara condivisione di sinapomorfie e quindi è stata proposta una nuova tribù (Feddeeae) per contenere questo genere monotipico endemico dell'isola di Cuba in via di estinzione.
Il cladogramma a lato (tratto dallo studio citato e semplificato) mostra chiaramente la posizione filogenetica della specie di questa voce.
|  | sottotribù Plucheinae |
|  |                       |
|  | sottotribù Inulinae   |
|  |                       |

|  | \| \| tribù Heliantheae s.l. \| \| \| \| \| \| Feddea cubensis \| \| \| \| |
|  |                                                                            |
|  | tribù Athroismeae                                                          |
|  |                                                                            |
|  | tribù Heliantheae s.l.                                                     |
|  |                                                                            |
|  | Feddea cubensis                                                            |
|  |                                                                            |

|  | tribù Heliantheae s.l. |
|  |                        |
|  | Feddea cubensis        |
|  |                        |

|  | sottotribù Plucheinae |
|  |                       |
|  | sottotribù Inulinae   |
|  |                       |

|  | \| \| tribù Heliantheae s.l. \| \| \| \| \| \| Feddea cubensis \| \| \| \| |
|  |                                                                            |
|  | tribù Athroismeae                                                          |
|  |                                                                            |
|  | tribù Heliantheae s.l.                                                     |
|  |                                                                            |
|  | Feddea cubensis                                                            |
|  |                                                                            |

|  | tribù Heliantheae s.l. |
|  |                        |
|  | Feddea cubensis        |
|  |                        |

|  | sottotribù Plucheinae |
|  |                       |
|  | sottotribù Inulinae   |
|  |                       |

|  | \| \| tribù Heliantheae s.l. \| \| \| \| \| \| Feddea cubensis \| \| \| \| |
|  |                                                                            |
|  | tribù Athroismeae                                                          |
|  |                                                                            |
|  | tribù Heliantheae s.l.                                                     |
|  |                                                                            |
|  | Feddea cubensis                                                            |
|  |                                                                            |

|  | tribù Heliantheae s.l. |
|  |                        |
|  | Feddea cubensis        |
|  |                        |

|  | sottotribù Plucheinae |
|  |                       |
|  | sottotribù Inulinae   |
|  |                       |

|  | \| \| tribù Heliantheae s.l. \| \| \| \| \| \| Feddea cubensis \| \| \| \| |
|  |                                                                            |
|  | tribù Athroismeae                                                          |
|  |                                                                            |
|  | tribù Heliantheae s.l.                                                     |
|  |                                                                            |
|  | Feddea cubensis                                                            |
|  |                                                                            |

|  | tribù Heliantheae s.l. |
|  |                        |
|  | Feddea cubensis        |
|  |                        |

I caratteri diagnostici per questa specie (e quindi per il genere e per la tribù) sono i seguenti:
- i fiori sono colorati di bianco e sono ermafroditi;
- le foglie hanno la lamina intera e consistenza coriacea;
- l'involucro è multiseriato (con le brattee disposte su più file);
- le brattee dell'involucro hanno condotti resinosi.

Con questa nuova posizione tassonomica questa specie rientra nel gruppo “Heliantheae Alliance”. Questo gruppo si distingue soprattutto per le brattee involucrali disposte su 1 – 3 serie, per le teche delle antere che sono spesso annerite e senza speroni e code, per la presenza di peli sotto la divisione dello stilo, per i rami dello stilo (gli stigmi) s'incurvano a maturità e per le appendici dello stilo che sono solitamente più corte della porzione stigmatica (tranne in Eupatoriaea). Questo gruppo viene anche definito Phytomelanic cipsela e forma un clade, caratterizzato dalla presenza nella cipsela di uno strato di fitomelanina.